# Корниловская дивизия
Корни́ловская уда́рная диви́зия — войсковое соединение в составе Вооружённых сил на Юге России и Русской армии генерала Врангеля, получившее при формировании имя генерала Л. Г. Корнилова.

## Формирование
30 января (12 февраля) 1918 года в состав Добровольческой армии был включён Славянский Корниловский ударный полк, вскоре вернувший своё прежнее название — Корниловский ударный полк. 
21 июля (3 августа) 1919 года из запасного батальона и выделенного кадра Корниловского ударного полка сформирован 2-й Корниловский ударный полк. 
Приказом главнокомандующего ВСЮР № 2042 от 27 августа (9 сентября) сформирован 3-й Корниловский ударный полк. В сентябре 1919 года под Курском ударные полки были объединены в Корниловскую ударную бригаду в составе 1-й пехотной дивизии. 
14 (27) октября, после взятия Орла, бригада была выделена из 1-й дивизии и развернута в Корниловскую ударную дивизию в составе 1-го армейского корпуса. Уступала по штату пехотным дивизиям РККА более чем в 2 раза, имевших в своем составе до 9 полков пехоты и дополнительно кавалерийский полк. 
10 (23) ноября из частей 1-й и 2-й артиллерийских бригад началось формирование Корниловской артиллерийской бригады, также вошедшей в состав Корниловской дивизии. 
В конце 1919 года преимущественно из шахтёров сформирован 4-й Корниловский ударный полк, но под станицей Ольгинской в феврале 1920 года он был разгромлен в бою с частями Красной армии и более не восстанавливался. 
После эвакуации Крыма в ноябре 1920 года, в Галлиполи Корниловская ударная дивизия была сведена в Корниловский ударный полк, а Корниловская артиллерийская бригада — в артиллерийский дивизион. 
В 1921 году эти части перевели в Болгарию, а после преобразования Русской армии в Русский Обще-Воинский союз оставались кадрированными частями до 1930-х годов.

## Боевой путь, состав и потери
14 октября 1919 года Корниловской бригадой был взят город Орёл. К началу сражения полки дивизии в строю имели 6150 штыков, 3 эскадрона, 265 пулемётов, 10 батарей. Для усиления дивизии были приданы 3 бронепоезда, танк, бронеавтомобиль. В последовавшем Орловско-Кромском сражении с 19 октября по 23 ноября 1919 года Корниловской дивизии пришлось вести встречные бои с ударной группировкой Красной армии, включавшей латышских стрелков. Красное командование признавало, что корниловцам удалось искусным маневром разъединить ударную труппу РККА в отдельные полки и бить их поодиночке. 
Красные части имели подавляющее превосходство, но умело проводя контрудары корниловцы смогли отступить. При отступлении дивизия отходила разрозненными батальонами, потери превышали половину личного состава.
Корниловская дивизия в ходе Орловско-Кромского сражения пополнила свои ряды на 5 тыс. человек (что почти равно ее первоначальному составу при наступлении на Орёл), но в подавляющем большинстве это были пленные красноармейцы, а не офицеры. 
Командирами полков, батальонов и рот обычно назначались первопоходники.
В истории засвидетельствован интересный пример отношения красноармейцев к офицерам-корниловцам. В начале декабря 1919 года при отступлении от Харькова в строю 3-го Корниловского полка оставались только сводный батальон в 120 штыков и офицерская рота в 70 человек (также с полком находились лёгкая артиллерийская батарея и обоз). При попытке прорыва через лес сводный батальон оказался почти полностью уничтожен — в живых осталось лишь 16 человек. Затем в атаку пошла офицерская рота. И вдруг со стороны красных раздался голос: «Товарищи, расступись, офицера идут!». В результате рота прошла дальше без боя (правда,  артиллерию и обоз красноармейцы всё-таки не пропустили). 
К январю 1920 года в битве за Ростов-на-Дону личный состав дивизии насчитывал 415 офицеров и 1663 солдат. 
7 февраля Корниловская дивизия опять захватывает в бою Ростов-на-Дону, но вынуждена его оставить, так как она перебрасывается в станицу Егорлыкскую для отражения атак 1-й конной армии РККА. Красное командование отмечало, что корниловцы дрались упорно и ожесточённо, сметая атакующую кавалерию ружейно-пулеметным огнем. 
После эвакуации из Новороссийска дивизия была приведена в порядок. На пополнение дивизии был направлен личный состав расформированной Морской бригады. Приняла участие в боях в Северной Таврии и в Заднепровской операции.
20 июня 1920 года все три полка дивизии приняли участие в разгроме конного корпуса Жлобы в Северной Таврии, завершив окружение красной кавалерии и отразив в сомкнутых рядах попытки кавалеристов прорваться из окружения. 
Действуя на направлении главного удара, дивизия несла большие потери. В боях у Большого Токмака летом 1920 года потери составили 2000 человек. В августе 1920 года дивизия почти полностью полегла при атаках на Каховку, потеряв около 3200 человек. 
Прикрывая отход армии в Крым, дивизия понесла большие потери под Нижним Рогачиком, что позволило другим белогвардейским частям отступить за перешейки. В дальнейшем дивизия обороняла Перекопский перешеек, отразив атаки 152-я стрелковой и Ударно-огневой бригады красных, оставив позиции только по приказу.
В конце октября 1920 году в Крыму части дивизии насчитывали всего 1860 штыков и сабель — менее полка полного  состава. Всего в рядах дивизии погибло около 14 тысяч ударников и офицеров.

## Состав на 22 января 1920 года
- Управление
- 1-й Корниловский ударный полк (три батальона, офицерская рота, команда пеших разведчиков и эскадрон связи)
- 2-й Корниловский ударный полк (три батальона, офицерская рота (из понесшего потери офицерского батальона[5]), команда пеших разведчиков и эскадрон связи)
- 3-й Корниловский ударный полк (три батальона, офицерская рота, команда пеших разведчиков и эскадрон связи)
- Запасный полк
- Отдельный конный генерала Корнилова дивизион
- Горско-мусульманский конный дивизион
- Корниловская артиллерийская бригада
  - Управление
  - 1-я генерала Корнилова легкая батарея
  - 2-я батарея
  - 5-я батарея
  - 6-я батарея (в стадии формирования)
  - 7-я батарея (в стадии формирования)
  - 8-я батарея (в стадии формирования)
- Отдельная генерала Корнилова инженерная рота
- Дивизионный транспорт
- Дивизионный лазарет

## Командный состав
Начальники дивизии:
- генерал-майор Н. В. Скоблин (с 14 октября 1919 года) (весной 1920 года заболел брюшным тифом, затем получил ранение в бою под Рогачиком)
- (врио) полковник М. А. Пешня (c 13 мая 1920 года)
- (врио) полковник Л. М. Ерогин (с 27 октября 1920 года)

Начальники штаба дивизии:
- подполковник К. Л. Капнин (c 6 ноября 1919 года по август 1920 года)
- (врио) полковник Е. Э. Месснер (с августа 1920 года)

## Форма

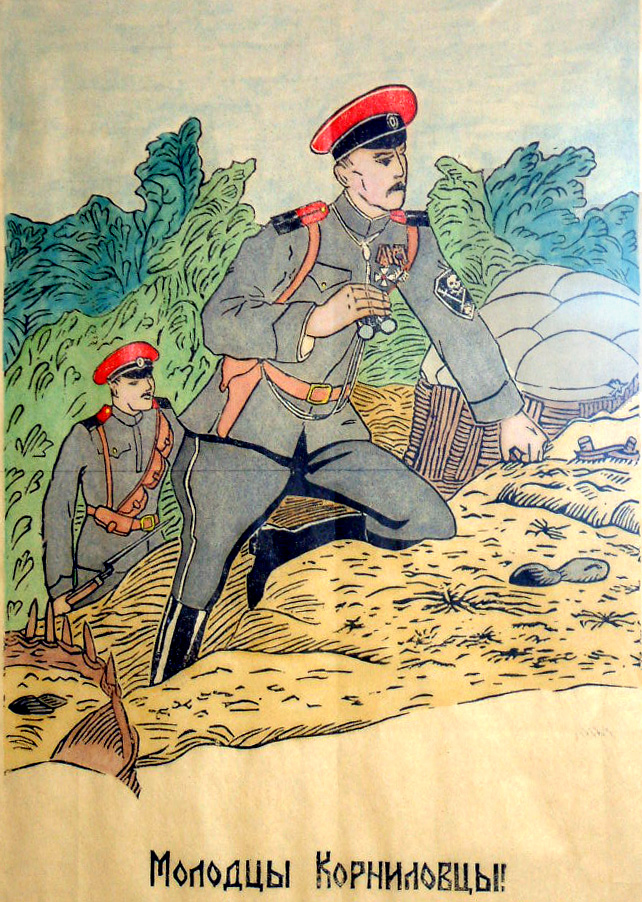
«Молодцы корниловцы!» Агитационный плакат Харьковского отделения ОСВАГ, 1919 год

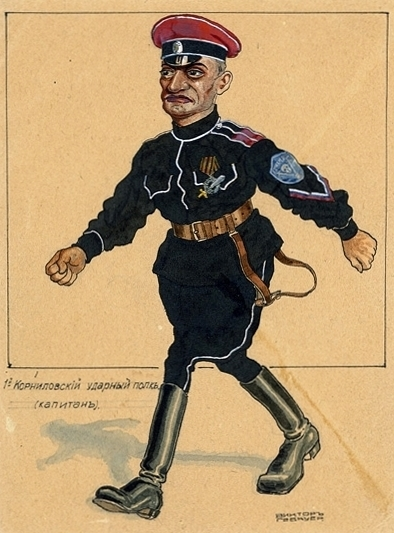
Капитан 1-го Корниловского ударного полка. Шарж художника Виктора Гебауера из серии типов военнослужащих Юга России

Ударники носили с обмундированием защитного цвета фуражки с красной тульей и чёрным околышем и чёрно-красные погоны с белой выпушкой. На левом рукаве — полковая корниловская эмблема, на правом — ударный шеврон.
Офицеры носили форму чёрного цвета с белыми кантами. По воспоминаниям корниловских офицеров, чёрная форма не выдавалась автоматически, а право её ношения нужно было «завоевать» в бою. 
Но зачастую в связи с постоянными боями и нехваткой денег корниловцы носили на мундире только корниловскую эмблему на левом рукаве и цветные погоны по возможности и цветную фуражку.

## Знамёна
К эвакуации из Крыма в Корниловской дивизии было 7 знамён: чёрно-красное знамя Корниловского ударного полка (1918 года), знамя Георгиевского батальона Ставки (1917 года), знамёна 75-го Севастопольского и 133-го Симферопольского пехотных полков (императорской армии), наградные полковые знамёна ордена Святителя Николая Чудотворца (1920 года).
Николаевские знамёна имели на лицевой стороне икону Святителя Николая Чудотворца, девиз «Верою спасется Россия»; на оборотной стороне полотнища был вышит вензель «К», полотнище выполнена в красных и чёрных цветах. Ныне эти знамёна хранятся в музеях Джорданвилля и Брюсселя.
Красной армией был захвачен трофеем только батальонный значок одного из полков, ныне хранится в Центральном музее Вооружённых сил России.

## Мнения и оценки
Корниловцы считали себя настоящими патриотами, и с оружием в руках защищали Родину и свои представления о долге, чести и справедливости.
В то же время красная пропаганда выставляла их пособниками империализма, сражающихся за интересы буржуазии. По мнению Л. Д. Троцкого, та легенда, которой была овеяна Корниловская дивизия, была вызвана желанием патриотической общественности находить светлые пятна на мрачном фоне.
Советская историография признавала Корниловскую дивизию одной из лучших (и даже лучшей) в Добровольческой армии, которая обладала высокой боеспособностью и действовала на направлении главного удара.